# 食欲不振
食欲不振（英語：Anorexia），也作食欲减退、食欲缺乏，民间常称“没胃口”，是指食欲降低的一种症状。虽然在许多非科研出版物中该词也可指代神经性厌食症，但是食欲不振的成因却多种多样，有的对人基本没有什么害处，但有的却会造成严重的临床后果，或者为健康带来极大的风险。

## 语源
Anorexia术语来自古希腊语：ανορεξία (ἀν-, '没有' + όρεξις, 拼作 órexis, 意为 '食欲')。

## 症状
简单表现为食欲下降或丧失，不感到饥饿或缺乏进食的欲望。有时食欲不振之人甚至不会注意到他们缺乏食欲，直到他们开始因吃得少而体重下降。在其他情况下，可能表现更明显，例如当一个人一想到吃东西就会感到恶心。任何不是因为节食而故意不进食的食欲下降，导致身体的变化（如体重减轻或肌肉减少）都具有临床意义。